# Monte Maíz
Monte Maíz é um município da província de Córdova, na Argentina